# Rubia mandersii
Rubia mandersii là một loài thực vật có hoa trong họ Thiến thảo. Loài này được Collett & Hemsl. miêu tả khoa học đầu tiên năm 1890.